# کوین سوربو
کوین دیوید سوربو (به انگلیسی: Kevin Sorbo) بازیگر، آمریکایی است که بیشتر به خاطر حضور در فیلم‌های «Hercules: The Legendary Journeys» و « Andromeda» و همینطور « Kull the Conqueror» مشهور است.وی اصالت نروژی دارد و در خانواده‌ای پروتستان بزرگ شد.سوربو در دههٔ هشتاد میلادی یک مدل بوده‌است.همسرش «سم جنکینز» نام دارد که او نیز بازیگر است.
قسمتی از فیلم شناسی:
- کوتاه کردن موهای آدام
- ملاقات با اسپارتی‌ها
- روح موج‌سوار
- تب چمنزار
- خدا نمرده است